# سنترال كوست
سنترال كوست (Central Coast) هي منطقة ذات تجمع حضاري تقع شمال سيدني. يبلغ عدد سكانها 299,000 نسمة، مما يجعلها أكبر ثالث منطقة بعدد السكان في ولاية نيو ساوث ويلز و التاسعة على مستوى أستراليا.

## المناخ
مناخ المدينة هو مناخ رطب شبه مداري, رطب دافيء صيفاً, رطب وبارد برودةٌ مُعتدلة شتاء.
الأمطار تكثر في فصل الخريف.

## أعلام
- ألان كولمان
- مايك جيبسون
- كيرك بالمر
- إيلي درينان
- ليام بروس